# Bergum (Göteborg)
Bergum is een plaats in de gemeente Göteborg in het landschap Västergötland en de provincie Västra Götalands län in Zweden. De plaats heeft 72 inwoners (2005) en een oppervlakte van 6 hectare. De plaats wordt grotendeels omringd door landbouwgrond, ook loopt de rivier de Lärjeån vlak langs het dorp. Er is een kerk in de plaats te vinden, de oudste delen van deze kerk stammen uit de dertiende eeuw. De stad Göteborg ligt ongeveer tien kilometer ten westen van Bergum.

## Verkeer en vervoer
Bij de plaats loopt de Länsväg 190.